# 成志学校

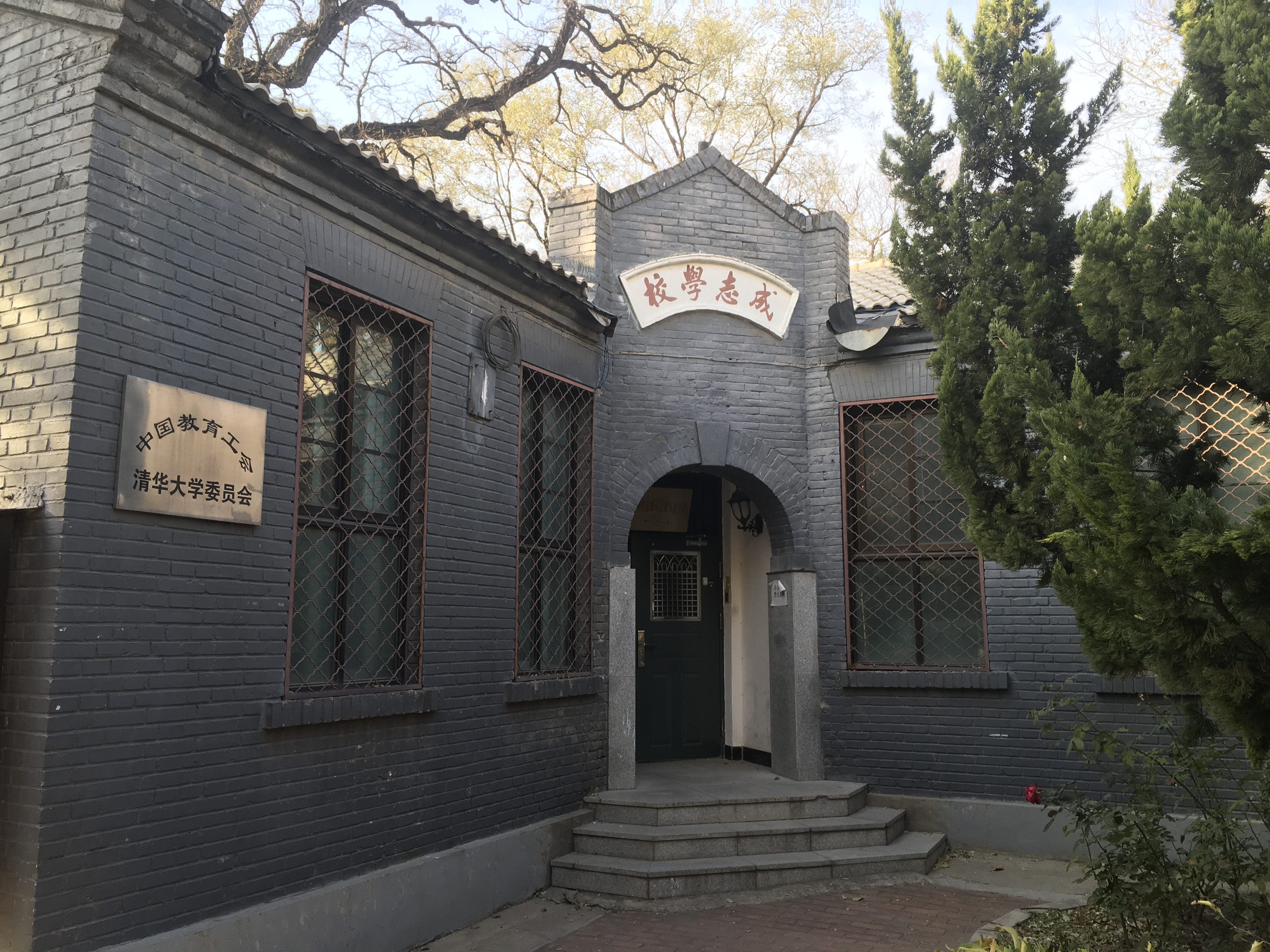
成志學校遺址

成志学校，又稱丁所，位於清華大學二校门向西不远处，是一排“L”型灰砖平房，坐北朝南，建於1927年。它的正门门楣上，书寫着成志学校。它是清华大学附属小学和附属中学的前身。目前為清華工会的办公场所。
2019年，成志学校被北京市政府列為北京市第一批历史建筑。